# ميلودي توماس سكوت
ميلودي توماس سكوت (بالإنجليزية: Melody Thomas Scott)‏ هي ممثلة أمريكية، ولدت في 18 أبريل 1956 بلوس أنجلوس في الولايات المتحدة.

## أعمال

### مسلسلات
- اسمي إيرل
- المربية
- موردر
- ذا والتونز
- كاسل

## وصلات خارجية
- ميلودي توماس سكوت على موقع IMDb (الإنجليزية)
- ميلودي توماس سكوت على موقع ألو سيني (الفرنسية)
- ميلودي توماس سكوت على موقع أول موفي (الإنجليزية)
- ميلودي توماس سكوت على موقع أول موفي (الإنجليزية)
- ميلودي توماس سكوت على موقع قاعدة بيانات الأفلام السويدية (السويدية)
- ميلودي توماس سكوت على موقع إن إن دي بي (الإنجليزية)
- ميلودي توماس سكوت على موقع قاعدة بيانات الفيلم (الإنجليزية)
- ميلودي توماس سكوت على موقع كينوبويسك (الروسية)